# Ermodoro di Siracusa
Ermodoro di Siracusa (in greco antico: Ἑρμόδωρος?; Siracusa, ... – ...; fl. IV secolo a.C.) è stato un filosofo greco antico, discepolo di Platone e attivo a Siracusa nel IV secolo a.C.

## Biografia
Poco si conosce della sua vita se non che fu uno degli allievi e amico di Platone nel corso dei viaggi che lo stesso fece in Sicilia tra il 388 a.C. e il 360 a.C.
Realizzò un'opera sul suo maestro che costituì fonte di informazioni per altri filosofi dei secoli seguenti come Diogene Laerzio e Simplicio.
Venne accusato di fare della filosofia un commercio, plagiando e vendendo le opere del suo maestro durante i viaggi che questi fece in Sicilia.
Sembra si sia occupato di storia, dal momento che sappiamo scrisse di Platone e Socrate; Diogene Laerzio lo cita come fonte.
Scrisse di Magi e magia occupandosi di Zoroastro e altri antichi persiani

## Opere pervenute
- Sulla matematica (in greco antico: Περὶ μαθημάτων?)
- Su Platone (in greco antico: Περὶ Πλάτωνος?)